# Mexx Meerdink
Mexx Meerdink (Alkmaar, 24 juli 2003) is een Nederlands voetballer die doorgaans als aanvaller speelt. Hij is een zoon van Martijn Meerdink.

## Clubcarrière
Meerdink speelde in de jeugd van WVC alvorens hij in 2012 de overstap maakte naar De Graafschap. Die club verruilde hij in 2019 voor de jeugdopleiding van AZ. In oktober 2020 tekende hij daar, in navolging van zijn vader die tussen 2002 en 2007 voor de club speelde, een profcontract dat hem tot medio 2023 aan de Alkmaarders verbond.
Tijdens het seizoen 2021/22 werd Meerdink overgeheveld naar de selectie van Jong AZ, waar hij op 10 december 2021 zijn competitiedebuut maakte in een met 3–2 verloren uitwedstrijd bij ADO Den Haag. Daarbij viel hij in voor Yusuf Barası. Vervolgens zat Meerdink in maart 2022 viermaal bij de wedstrijdselectie van het eerste elftal, zowel in competitieverband als voor de UEFA Europa Conference League. In april 2022 werd zijn contract opengebroken en langdurig verlengd tot medio 2027.
Meerdink begon het seizoen 2022/23 in de Eerste divisie met Jong AZ. Tegelijkertijd speelde hij net zoals in het voorgaande seizoen mee in de UEFA Youth League, waarin dit keer de finale werd bereikt na het verslaan van onder meer de jeugdteams van FC Barcelona en Real Madrid. Op 8 maart 2023 maakte hij in de achtste finales van de UEFA Europa Conference League in het met 1–2 gewonnen uitduel tegen Lazio 1–2 zijn debuut voor het eerste elftal van AZ. Zijn competitiedebuut volgde op 19 maart tegen FC Twente dat met 2–1 werd verloren. Op 24 april 2023 werd de finale van de UEFA Youth League met 5–0 gewonnen van de jeugd van HNK Hajduk Spit. Meerdink scoorde die wedstrijd als invaller tweemaal en gaf een assist. Een dag eerder speelde hij 's avonds 24 minuten mee met het eerste elftal tegen RKC Waalwijk (3–0 winst). Daarna vloog Meerdink in een privévliegtuig naar Genève voor de finale van de UEFA Youth League. Enkele dagen daarvoor was hij eveneens belangrijk door op 20 april 2023 het eerste elftal naar de halve finales van de UEFA Europa Conference League te schieten. In de strafschoppenserie tegen RSC Anderlecht benutte hij de winnende strafschop. Meerdink werd dat seizoen met negen doelpunten in zes wedstrijden samen met Bilal Mazhar topscorer van de UEFA Youth League.
In mei 2023 maakte AZ bekend dat Meerdink toegevoegd is aan de selectie van het eerste elftal van het seizoen 2023/24. In de eerste seizoenshelft speelde Meerdink twee wedstrijden in het eerste elftal zonder te scoren.
Op 31 januari 2024 werd Meerdink tot het einde van het seizoen verhuurd aan Vitesse het debuut bij Vitesse maakte Meerdink als basisspeler tegen Go Ahead Eagles; deze wedstrijd werd met 2-0 verloren. Vitesse degradeerde aan het einde van dit seizoen mede door een puntenaftrek van 18 punten. Bij deze club speelde Meerdink acht wedstrijden zonder een doelpunt te maken.
Na de verhuurperiode maakte Meerdink als invaller zijn rentree tegen NEC. Het eerste doelpunt van Meerdink in de eredivisie maakte Meerdink op 30 augustus 2024 tegen RKC Waalwijk in een met 3-0 gewonnen wedstrijd maakte Meerdink de 3-0. Op 12 december 2024 maakte Meerdink zijn debuut tegen FC Groningen in de KNVB Beker, deze wedstrijd werd door AZ gewonnen met 3-1. Dit seizoen viel Meerdink vaak in en scoorde als invaller onder andere tegen AFC Ajax, PSV en Feyenoord. Op 24 april 2025 scoorde Meerdink tegen NAC Breda een omhaal, zijn eerste doelpunt als basisspeler voor de club. Deze wedstrijd eindigde in een 1-1 gelijkspel. Op 22 mei 2025 maakte Meerdink zijn eerste hattrick in het betaalde voetbal tegen SC Heerenveen (4-1).

## Clubstatistieken

### Beloften
| Seizoen                       | Club            | Competitie      | Competitie | Competitie | Overig | Overig | Totaal | Totaal |
| Seizoen                       | Club            | Competitie      | Wed.       | Dlp.       | Wed.   | Dlp.   | Wed.   | Dlp.   |
| ----------------------------- | --------------- | --------------- | ---------- | ---------- | ------ | ------ | ------ | ------ |
| 2021/22                       | Jong AZ         | Eerste divisie  | 16         | 8          | 0      | 0      | 16     | 8      |
| 2022/23                       | Jong AZ         | Eerste divisie  | 19         | 8          | 0      | 0      | 19     | 8      |
| 2023/24                       | Jong AZ         | Eerste divisie  | 17         | 4          | 0      | 0      | 17     | 4      |
| 2024/25                       | Jong AZ         | Eerste divisie  | 2          | 0          | 0      | 0      | 2      | 0      |
| Carrière totaal               | Carrière totaal | Carrière totaal | 54         | 20         | 0      | 0      | 54     | 20     |
| Bijgewerkt op 6 augustus 2025 |                 |                 |            |            |        |        |        |        |

### Senioren
| Seizoen                       | Club            | Competitie      | Competitie | Competitie | Beker | Beker | Europees | Europees | Overig | Overig | Totaal | Totaal |
| Seizoen                       | Club            | Competitie      | Wed.       | Dlp.       | Wed.  | Dlp.  | Wed.     | Dlp.     | Wed.   | Dlp.   | Wed.   | Dlp.   |
| ----------------------------- | --------------- | --------------- | ---------- | ---------- | ----- | ----- | -------- | -------- | ------ | ------ | ------ | ------ |
| 2021/22                       | AZ              | Eredivisie      | 0          | 0          | 0     | 0     | 0        | 0        | 0      | 0      | 0      | 0      |
| 2022/23                       | AZ              | Eredivisie      | 6          | 0          | 0     | 0     | 3        | 0        | 0      | 0      | 9      | 0      |
| 2023/24                       | AZ              | Eredivisie      | 2          | 0          | 0     | 0     | 0        | 0        | 0      | 0      | 2      | 0      |
| 2023/24                       | Vitesse         | Eredivisie      | 9          | 0          | 1     | 0     | 0        | 0        | 0      | 0      | 8      | 0      |
| 2024/25                       | AZ              | Eredivisie      | 27         | 9          | 23    | 1     | 7        | 0        | 2      | 4      | 26     | 14     |
| 2025/26                       |                 | Eredivisie      | 1          | 0          | 0     | 0     | 3        | 2        | 0      | 0      | 4      | 2      |
| Carrière totaal               | Carrière totaal | Carrière totaal | 43         | 9          | 4     | 1     | 13       | 2        | 2      | 4      | 62     | 16     |
| Bijgewerkt op 6 augustus 2025 |                 |                 |            |            |       |       |          |          |        |        |        |        |

Overig seizoen 2024/25 play-offs Europees voetbal.

## Erelijst
| Competitie                  | Aantal   | Jaren    |
| AZ jeugd                    | AZ jeugd | AZ jeugd |
| --------------------------- | -------- | -------- |
| UEFA Youth League           | 1x       | 2022/23  |
| Individueel                 |          |          |
| Topscorer UEFA Youth League | 1x       | 2022/23  |